# Attacken am 29. Dezember 2018 in Amberg
Die Attacken am 29. Dezember 2018 in Amberg waren eine Reihe von Angriffen auf Passanten durch vier junge Männer um den  Bahnhof von Amberg in Bayern. Die Täter schlugen dabei auf ihre Opfer ein. Da sich herausstellte, dass es sich um Asylbewerber handelte, erregte der Vorfall im Zusammenhang mit der Debatte über Kriminalität durch Asylbewerber überregionales Interesse in Medien, Gesellschaft und Politik.

## Tathergang und Verurteilung

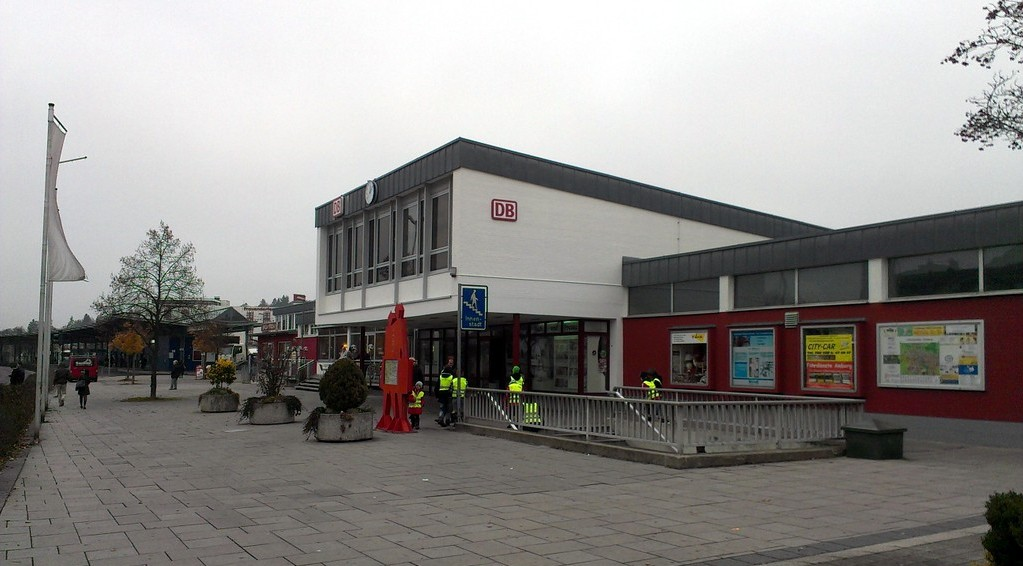
Tatorte waren u. a. der Bahnhof Amberg und dessen Vorplatz (Bild von 2012)

Täter waren vier Asylsuchende aus Afghanistan und dem Iran im Alter zwischen 17 und 19 Jahren, die zur Tatzeit unter Alkoholeinfluss standen und nicht in Amberg lebten. Bei dem 18 Jahre alten tatbeteiligten Iraner lief ein Abschiebungsverfahren, er hätte Deutschland bereits im Februar 2018 verlassen müssen. Bei einem der drei tatbeteiligten Afghanen bestand ein Abschiebeverbot, da er minderjährig war. Die bayerische Staatsregierung bat das Bundesamt für Migration und Flüchtlinge (BAMF) daraufhin um Aufhebung des Abschiebeverbots. Ein zweiter tatbeteiligter Afghane klagte gegen einen Asylablehnungsbescheid vom Mai 2017 vor dem Bayerischen Verwaltungsgerichtshof. Zudem machte er, mit Erlaubnis der bayrischen Behörden, eine Ausbildung zum Koch. Die Erlaubnis wollte Innenminister Joachim Herrmann (CSU) daraufhin aufheben lassen. Beim dritten tatbeteiligten Afghanen lief das Asylverfahren noch. Die bayerische Regierung bat das BAMF nach der Tat um eine zügige Entscheidung.
Die Opfer waren zwischen 13 und 42 Jahre alt. Nach Zeugenaussagen gingen den Tritten und Schlägen Beleidigungen gegen die Opfer voraus. Es gab elf Leichtverletzte, ein 17-Jähriger kam mit einer Kopfverletzung stationär ins Krankenhaus. Die vier Täter befanden sich bis zur Hauptverhandlung in Untersuchungshaft, ihnen wurde gefährliche Körperverletzung vorgeworfen.
Die Täter gestanden vor Gericht, betrunken durch die Amberger Innenstadt gezogen zu sein und dabei grundlos auf Passanten eingeprügelt zu haben. Neben Körperverletzungsdelikten ging es vor Gericht auch um Nötigung, Sachbeschädigung, Beleidigung und Verstöße gegen das Betäubungsmittelgesetz. Am 10. Mai 2019 verurteilte das Amtsgericht Amberg den 18-jährigen Hauptangeklagten Iraner zu einer Jugendstrafe von zwei Jahren und sieben Monaten (wobei noch drei andere Taten mit abgeurteilt wurden), seine Unterbringung in einer Entziehungsanstalt wurde angeordnet. Die anderen drei Angeklagten wurden zu Jugendstrafen zwischen 6 und 13 Monaten verurteilt, deren Vollstreckung zur Bewährung ausgesetzt wurde.
Am 21. Mai 2019 wurde ein 18 Jahre alter afghanischer Asylbewerber, der wegen der Prügelattacken zu einer sechsmonatigen Jugendstrafe auf Bewährung verurteilt wurde, nach Kabul abgeschoben. Auch zwei weitere wegen der Angriffe Verurteilte, sollen in ihre Heimat Afghanistan abgeschoben werden.

## Reaktionen
Der Oberbürgermeister von Amberg, Michael Cerny, verurteilte den Vorfall und berichtete über Reaktionen vieler Bürger der Stadt, die „entsetzt und schockiert“ seien; die Täter hätten „den friedlichen und engagierten Asylbewerbern einen Bärendienst erwiesen“. In einem Interview mit der Süddeutschen Zeitung am 4. Januar 2019 erklärte er, die mediale Aufregung über den Fall sei „total überdimensioniert“, es sei nichts Neues, dass es „unter Alkoholeinfluss zu Körperverletzungen kommt“. Nach dem Vorfall zeigte die Polizei auf Anweisung von Innenminister Herrmann verstärkte Präsenz in der Stadt, die Anfang Januar wieder herunter gefahren wurde. Cerny erhielt auf seinem Facebook-Account mehr als 500 Kommentare in Bezug auf den Vorfall.
Bundesinnenminister Horst Seehofer sagte: „Die Ereignisse in Amberg haben mich sehr aufgewühlt. Das sind Gewaltexzesse, die wir nicht dulden können.“ Seehofer forderte die Abschiebung straffällig gewordener Täter und kündigte Gesetzesverschärfungen an. Auch die Bundesregierung verurteilte die Prügelangriffe. Sie habe diese laut einer Sprecherin wie auch die Tat in Bottrop „mit Bestürzung zur Kenntnis genommen“. Dagegen wandte sich Bundesjustizministerin Katarina Barley gegen Verschärfungen der Regeln bei Abschiebungen straffälliger Ausländer und plädierte für eine konsequente Anwendung von Gesetzen.
Der Vorsitzende der Deutschen Polizeigewerkschaft (DPolG) Rainer Wendt forderte eine Erklärung der Bundesregierung zu den Vorfällen. Es könne nicht sein, dass man nur dann von einer „Hetzjagd“ spreche, wenn die Täter Rechtsextreme seien. Klaus Dienelt, Vorsitzender Richter am Verwaltungsgericht Darmstadt, schlug vor, das Klagerecht von Asylbewerbern gegen einen Asylablehnungsbescheid einzuschränken. In Deutschland kann ein Asylbewerber durch alle Instanzen gegen seine Abschiebung klagen. Dies könnte, wie in anderen EU-Ländern, auf eine Instanz beschränkt werden, sofern deren Entscheidung vor Gericht unanfechtbar wäre.
Der Spiegel-Journalist Andreas Borcholte kritisierte, ein vergleichsweise marginaler Vorfall werde vom Innenministerium instrumentalisiert, um schärfere Gesetze zu verlangen. Auch kritisierte er die unterschiedliche Kommentierung seitens Seehofers, der „von den Gewaltexzessen in Amberg aufgewühlt sei“, die Anschläge in Bottrop und Essen dagegen nur „hart verfolgen wolle“.
Laut verschiedenen Medienberichten wurde der Vorfall von Rechtsextremen instrumentalisiert, insbesondere die NPD habe „gezielt Stimmung“ gemacht. Die NPD Nürnberg habe in Facebook-Posts behauptet, dass in Amberg eine Bürgerwehr Patrouillen durchführe. Gemäß Philip Kreißel, IT-Experte des Vereins Ichbinhier, gab es Anzeichen einer Internet-Kampagne, bei der in den Leserkommentaren zu vielen Berichten über die Anschläge in Bottrop und Essen 2019 versucht wurde, das Thema auf die Ereignisse in Amberg zu lenken.
Das Verlagshaus Oberpfalz Medien verglich die überregionalen und deutschlandweiten Reaktionen und Berichterstattungen auf diesen Vorfall mit denen auf ein Ereignis einen Monat später (Januar 2019) an einer Station der S-Bahn Nürnberg: Nach einer Auseinandersetzung stürzten drei Jugendliche auf die Gleise, zwei 16-Jährige wurden dabei von einer einfahrenden S-Bahn überrollt und dabei tödlich verletzt. Zwei 17-Jährige wurden festgenommen, gegen sie wurde wegen Totschlags ermittelt. Alle Beteiligte seien Deutsche gewesen. Laut OM machte der Amberger Vorfall bundesweit Schlagzeilen, OM verzeichnete dazu fast 700 Facebook-Kommentare, von denen ein Drittel wegen Hetze und Beleidigungen gelöscht worden seien, und der bayerische Innenminister Joachim Herrmann habe in Amberg eine Pressekonferenz abgehalten. Die Resonanz auf das Ereignis in Nürnberg sei in der bundesdeutschen Presselandschaft weit geringer ausgefallen und habe bei OM für einen einzigen Facebook-Kommentar gesorgt.